# 원피스 13기
일본 애니메이션 《원피스》 13기 '임펠 다운 편(インペルダウン)은 오다 에이치로의 원작 만화를 기반으로 도에이 애니메이션이 제작하고 미야모토 히로아키가 감독한 열세 번째 시즌이다. 2009년~2010년 일본 후지 TV에서 처음 방송되었으며, 회차는 총 35회 (422화~456화)에 달한다.
일본에서는 2009년 10월 18일부터 2010년 6월 20일까지 후지 텔레비전에서 방영되었으며, 2011년 6월과 9월에는 2부로 나뉜 DVD가 출시되었다. 대한민국에서는 2015년 8월 25일부터 대원방송에서 더빙판으로 처음 방영하였으며, 시즌 명칭은 13기로 동일했다.
임펠 다운 편에서는 형 포트거스 D. 에이스가 사형을 선고받고 세계 최대의 감옥 '임펠 다운'에 수감되어 있다는 소식을 들은 몽키 D. 루피가 그 안으로 잠입하여 구해내려는 이야기를 다루고 있다. 루피는 임펠다운에서 오랜 적 광대 버기와 Mr.2 봉쿠레, Mr.3와 만나, 극악의 감옥 환경 속에서 동고동락하는 사이가 된다. 그러나 형무소장  마젤란의 방해로 에이스를 놓쳐 버리고, 크로커다일과 징베를 비롯한 죄수들을 풀어주며 에이스의 처형식이 예정된 해군본부 '마린포드'로 향한다.
시즌 중반에는 극장판 《원피스 필름 스트롱 월드》와의 연계 에피소드 4편이 함께 편성되었으며 극장판의 주인공인 금사자 시키와 루피 해적단의 대면을 다루고 있다.
원피스 12기에서 사용된 오프닝곡은 2곡으로, 동방신기의 〈Share the World〉와 야구치 마리의 〈바람을 찾아서〉 (風をさがして)가 사용되었다. 대한민국의 대원방송판에서는 오프닝곡으로 코요태의 〈우리의 꿈〉이, 엔딩곡으로 신지의 〈나를 너에게〉가 사용되었다.